# Guyangan (Trangkil)
Guyangan is een bestuurslaag in het regentschap Pati van de provincie Midden-Java, Indonesië. Guyangan telt 3333 inwoners (volkstelling 2010).